# Moombahton
Moombahton – gatunek elektronicznej muzyki tanecznej (klubowej) powstały z połączenia muzyki house oraz reggaeton, który został stworzony przez amerykańskiego DJ-a i producenta muzycznego Dave'a Nada. Czasami bywa zaliczany jako podgatunek muzyki dance.
Muzycznie, moombahton jest jak dutch house lub electro house w tempie reggaetonu (zazwyczaj 108–112 uderzeń na minutę) z charakterystyczną dla reggaetonu linią perkusyjną. Inne charakterystyczne cechy obejmują grubą linię basową, dramatyczne build-upy oraz wypełnienie szybkimi elementami perkusyjnymi.